# 拉朗代勒
拉朗代勒（法語：Lalandelle，法語發音：[lalɑ̃dɛl]）是法国瓦兹省的一个市镇，属于博韦区。

## 地理
拉朗代勒（49°23'52"N, 1°52'34"E）面积11.23 平方千米，位于法国上法蘭西大區瓦兹省，该省份为法国北部内陆省份，北起索姆省，西接厄尔省和滨海塞纳省，南至塞纳-马恩省和瓦兹河谷省，东临埃纳省。
与拉朗代勒接壤的市镇（或旧市镇、城区）包括：勒库德赖圣热尔梅、埃斯波堡、弗拉瓦库尔、拉博斯、布赖地区翁、布赖地区圣欧班、勒沃鲁。

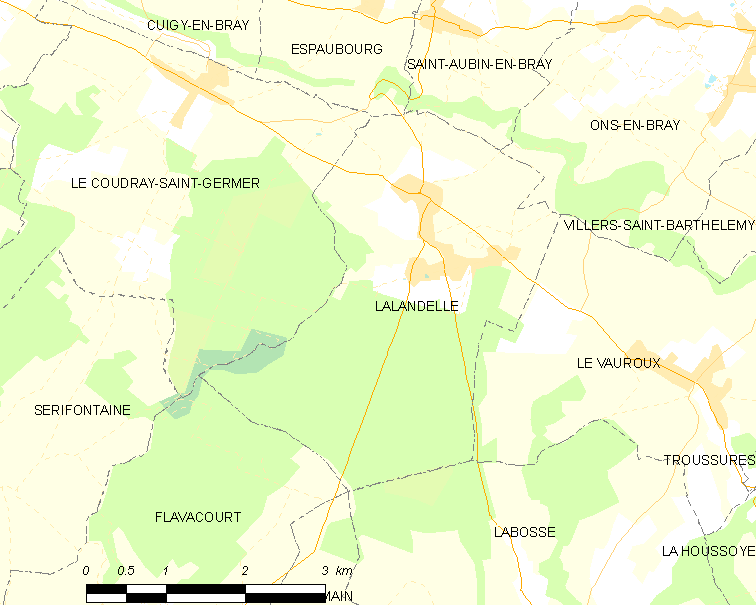
拉朗代勒的OSM定位图

拉朗代勒的时区为UTC+01:00、UTC+02:00（夏令时）。

## 行政
拉朗代勒的邮政编码为60850，INSEE市镇编码为60344。

## 政治
拉朗代勒所属的省级选区为博韦第二县。

## 人口

1962-2008年间拉朗代勒人口变化图示

拉朗代勒于2022年1月1日时的人口数量为521人。